# Materia molecular digital
La Materia Molecular Digital, conocida como MMD, es un motor físico propietario desarrollado por  Pixelux para simular destrucciones y efectos de deformación de forma realista.
La versión desconectada puede soportar simulaciones de alta resolución para aplicarse en películas con efectos especiales. La versión en tiempo real está diseñada para computadoras, videojuegos, y otras que requieran simulaciones de sistemas físicos del mundo real. A diferencia de las máquinas de simulaciones en tiempo real tradicionales que tienden a estar basadas en cuerpos cinemáticos rígidos, el uso de FEM permite al MMD simular un vasto conjunto de propiedades físicas. Los desarrolladores pueden asignar propiedades físicas a ciertos objetos ( o parte de un objeto) el cual permite al objeto comportarse como en el mundo real. (ej. hielo, goma, etc.) Además de las propiedades dadas a un objeto, ( o incluso a algunas partes de objetos) estos pueden cambiarse en el tiempo de ejecución, permitiendo agregar efectos interesantes.
MMD puede ser autorizado o utilizado en Maya o 3ds Max para crear simulaciones en efectos visuales.

## Disponibilidad de la plataforma
MMD está disponible y optimizado para Windows Microsoft, Xbox 360, PlayStation 3 de Sony , Mac OS X de Apple y Linux.

## Función
MMD es un sistema de simulación física que modela las propiedades materiales de los objetos, permitiéndoles romperse o doblarse de acuerdo a la tensión puesta en ellos. Estructuras modeladas con MMD pueden romperse y doblarse si estos no están físicamente disponibles. Objetos hechos de vidrio, acero, piedra y gelatina pueden ser creados y simulados en tiempo real con MMD. El sistema cumple con estas funciones gracias a que corre un programa de simulación de elementos,  computadorizada para simular cómo los materiales se comportarían (físicamente) en el mundo real.

## Uso
MMD ha sido utilizado en el videojuego creado por LucasArts:  "Star Wars: The Force Unleashed", y fue usada de nuevo para su secuela "Star Wars: The Force Unleashed II".
Programas adicionales para 3ds Max de "Autodesk Media & Entertainment" y programa de animación Maya están también disponibles. El programa adicional del último mencionado está incluido en la versión Maya 2012.
MMD ha sido integrado con Gamebryo, Trinigy, Irrlicht, OGRE, y otros motores de videojuegos.
La compañía de películas londinense MPC ha integrado MMD dentro de su programa interno de canal conocido como Kali.

## Desarrollo
Las herramientas de DMM fueron desarrolladas para efectos en películas y videojuegos por Pixelux Entertainment por un periodo de 6.5 años empezando en el 2004. De 2005 hasta 2008, la versión DMM de tiempo real de la tecnología Pixelux fue exclusivamente para LucasArts Entertainment como parte del videojuego Star Wars: The Force Unleashed (TFU) project.  El sistema FEM en DMM utiliza un algoritmo para fractura y deformación desarrollado por University of California, Berkeley el profesor, James F. O'Brien, como parte de su Ph.D. O'Brien trabajó con un equipo de desarrollo dirigido por el CEO de la empresa Pixelux, Eric Parker, para desarrollar un código adecuado para efectos visuales y aplicaciones de tiempo real.
 Las herramientas de DMM pipeline fueron diseñadas e implementadas por un equipo dirigido por Mitchell Bunnell, el CEO de Pixelux.
Una versión de DMM fue incorporada por Pixelux dentro de su DMM en el ipod Touch, iPhone y iPad.
Una versión de la aplicación DMM está incluida por Autodesk en su lanzamiento de Maya 2012. La aplicación DMM funciona en todas las versiones de Maya, en todas las plataformas (32 y 64 bits).

### Especificaciones técnicas
Los siguientes documentos técnicos describen algoritmos que el DMM está basado en algunos de los detalles técnicos de esta implementación: 
- Eric G. Parker and James F. O'Brien. "Real-Time Deformation and Fracture in a Game Environment". In Proceedings of the ACM SIGGRAPH/Eurographics Symposium on Computer Animation, páginas 156–166, agosto 2009. Author hosted copy of paper Paper in ACM Digital Library

- James F. O'Brien, Adam W. Bargteil, and Jessica K. Hodgins. "Graphical Modeling and Animation of Ductile Fracture". In Proceedings of ACM SIGGRAPH 2002, páginas 291–294. ACM Press, agosto de 2002. Author hosted copy of paper Paper in ACM Digital Library

- James F. O'Brien and Jessica K. Hodgins. 2000. Animating fracture. Commun. ACM 43, 7 (julio de 2000), páginas 68-75. Author hosted copy of paper Paper in ACM Digital Library

- James F. O'Brien and Jessica K. Hodgins. "Graphical Modeling and Animation of Brittle Fracture". In Proceedings of ACM SIGGRAPH 1999, páginas 137–146. ACM Press/Addison-Wesley Publishing Co., agosto de 1999. Author hosted copy of paper Paper in ACM Digital Library